# Plastische merzzeichnung
Plastische merzzeichnung és un obra de Kurt Schwitters de 1931. Forma part de la col·lecció de l'Institut Valencià d'Art Modern. Està realitzada seguint l'estil l'art Merz, on tota l'obra està feta de materials reciclats. A més, aquest canvi de textures i l'ús de materials diferents crea una composició de contrast. D'aquesta manera, va crear una obra de la qual s'ha de prescindir de l'objectivitat per a poder analitzar-la d'una manera més subjectiva. També, cal destacar l'equilibri que existeix entre la forma i el color dels mateixos materials de rebuig. La idea d'aquesta creació és crear una espècie de salts visuals en una superfície que no és llisa, en els quals d'un costat de l'obra, la visió salta seguidament a l'altra textura a través de la tècnica assemblatge.